# Morgantown, West Virginia
Morgantown är en stad med 29 660 invånare (2010) i Monongalia County, West Virginia, USA, vid floden Monongahela River. Morgantown är administrativ huvudort (county seat) i Monongalia County. Orten har fått sitt namn efter grundaren Zackquill Morgan. I staden finns universitetet West Virginia University (med 28 898 studenter, hösten 2009) samt (sedan 1975) spårtaxisystemet Morgantown Personal Rapid Transit som är det enda av sitt slag.